# 塚原まきこの福ミミらじお
塚原まきこの福ミミらじお（つかはらまきこのふくみみらじお）は、2009年4月6日からRKKラジオで放送されているラジオ番組。

## 概要・番組内容
2009年3月まで毎週日曜午後に放送していた『塚原まきこの「音楽図鑑」』の後継番組にあたり、ディレクター以外のスタッフも引き継いでいた。
音楽や映画、お出かけ情報などを発信していく。開始当初は番組HP上で募集するアンケートも実施していた（2021年12月31日限りで終了）。
番組内でリクエストが採用されるとポイントがつき、3ポイント貯まったリスナーには番組オリジナルハンカチがプレゼントされる。また、毎月3のつく日は「福ミミDAY」として、当日メッセージ・リクエストを送った方の中から3人の「福ミミさん」に選ばれると即オリジナルグッズがプレゼントされる。
初回から2019年3月28日までは熊本放送本社1階の第1スタジオから放送されていたが、2019年4月1日より同5階の第2スタジオからの放送へと変更となる。
しかしリスナーからの復活要望が多かったのもあり、後述の大規模改編とともにプロデューサーが交代した2025年3月31日以降、第1スタジオからの生放送に回帰している。
また、2009年の番組開始から2025年までは月曜から金曜までの放送であったが、局の組織改革に伴う大規模な改編に伴うフライデープログラム制の導入により、2025年3月28日を以て金曜日の放送を終了、上述のスタジオ回帰とともに、月曜日から木曜日の放送となる。

## 放送時間
最初の半年は12時10分-13時00分・13時15分-13時25分の2部制で、13時00分-13時05分に熊日ニュース、13時05分-13時15分に『ドライバーズ・リクエスト』を放送していた。
2009年10月から2015年3月末までは12時10分-13時15分。
2015年4月からは2017年3月31日までは、QR発ネット番組の都合上、12時10分-13時08分。
2017年4月3日から2019年3月29日までは再び2部制となり、12時30分-13時08分・13時35分-13時55分（金曜のみ13時50分まで）の放送で、13時09分-13時35分はネット番組で中断されていた。
2019年4月1日から放送時間が中断無しの12時20分-13時30分に再変更。2021年3月29日からは『ミュージックスクランブル』の廃止に伴い10分延長となり、13時40分終了となった。
2023年4月3日より放送開始が12時00分へと前倒しとなり、放送時間は12時00分-13時40分となる。
2025年3月31日から、月曜から木曜の放送となるのに伴い、放送時間自体が10分後ろ倒しとなり、番組開始当初の12:10放送開始に回帰した現行の放送時間となった。

### タイムテーブル

#### 2025年4月時点
12時台
- 12:15 クイズ!誰かのリクエスト![4]
  - 12:20頃 ラジオショッピング（不定期）
  - 12:36頃 福ミミー（ラジオカーリポート）（不定期[5]）
- 12:40頃 サウンドグラビア

13時台
- 13:00 熊日ニュース
- 13:04頃 福ミミ・ゴゴイチウェザー
- 13:15頃 ラジオショッピング

#### 2023年4月時点
12時台
- OPトーク終了後（12:04頃） 熊日ニュース
  - 12:28頃 やっぱりウエスト すいすいの水曜リクエスト!（第1・第3水曜日）
  - 12:36頃 福ミミー（不定期[5]）
- 12:40頃 サウンドグラビア
- 12:50頃 音旅（2hdシーズン）

13時台
- 13:00 熊日ニュース
- 13:04頃 福ミミ・ゴゴイチウェザー
  - 13:20頃 ラジオショッピング（不定期）

#### 2013年4月時点
12時台
- 12:15
  - 12:28頃 トヨタ街角ステーション（金曜[6]）
  - 12:36頃 福ミミー（不定期[5]）
- 12:40頃 サウンドグラビア
- 12:50頃 ワンクリックアンケート

13時台
- 13:00 熊日ニュース[7]
- 13:05 天気予報

## 出演者

### パーソナリティ
- 塚原まきこ

### コーナー出演者

#### サウンドグラビア
- 李呼（火曜、2023年4月 - 。シンガーソングライター）
  - 『李呼のLove sparkling』と題し、楽曲を紹介する。ゲスト出演時は休止となるが、そのゲストとセッションを実施したこともある。月・火・金→全曜日→月・火・木曜日の番組アシスタントディレクターを兼任し、複数のジングルも制作している。
- 伊藤銀次（2015年 - 。不定期出演）
  - 『伊藤銀次のミュージックエアメール』と題し、楽曲を紹介する。基本的にリモート出演。尚、2017年頃からは12時台に流れるジングル[8]も担当している。

#### 福ミミ・ゴゴイチウェザー
- 森明子（熊本放送報道部員→メディア総局の社員で気象予報士、2021年[9]- ）

### リポーター
今村・鬼塚以外はRKKラジオのラジオカーリポーター「ミミーキャスター」OG。草野・浅利・宮川・岩本については、現役ミミーキャスター時代にも担当歴がある。
- 草野遥（第1・第3水曜日放送のコーナー『やっぱりウエスト すいすいの水曜リクエスト!』担当、2019年4月3日 - 2020年9月16日、2021年4月 - 2022年10月、2023年4月 -）
- 浅利ありさ（不定期担当、2023年 - ）

等

#### 過去のリポーター
- 鬼塚えりこ（『やっぱりウエスト すいすいの水曜リクエスト！』担当。2020年10月7日 - 2021年3月17日・2022年11月2日 - 2023年3月15日、いずれも草野の産休中代理）
- 山坂エミ（元、旧『トヨタ街角ステーション』『やっぱりウエスト すいすいの水曜リクエスト！』担当、レギュラーは2019年3月29日まで。以後にも代打例あり[10]）
- 宮川理佳（毎週金曜日に放送される企画ネットコーナー『トヨタ街角ステーション』→『日本を元気に!!あなたの街のささえびと』《2021年4月2日 -》担当、2019年4月12日 - 2022年3月25日のコーナー終了を以て他番組を含め降板。不定期でも担当例あり[11]）
- 平野裕子（月・火・金以外で不定期担当、2020年 - 2022年秋。月・火・金の番組アシスタントディレクターを兼任していた）
- 岩本実希（不定期担当[12]、2017年 - 2019年、2021年 - 2023年）
- 今村直美（『鶴屋インフォメーション』担当、2009年 - 2011年?、基本的に同日の『午後2時5分一寸一服』と兼務）

### 塚原休演時の代理パーソナリティ

#### 2018年10月
このとき塚原はドイツ旅行のため休演している。代理者はいずれも担当当時RKKアナウンサー。
- 又野千紘（10月12日[14]・19日[15]）
- 福島絵美（10月15日[16]）
- 福居万里子（10月16日[17]）
- 吉田明央（10月17日[18]）
- 糸永有希（10月18日[19]）

#### 2021年12月
12月29日から31日にかけ「冬休み」として塚原が休演。代理者はいずれも永らく『午後2時5分一寸一服』の担当歴があり、常盤と又野は番組開始当初の「ミミーキャスター」でもある。
- 常盤よしこ（12月29日）[22]
- 又野千紘（12月30日）[23]
- 今村直美（12月31日）[24]

#### 2022年6月
塚原の家族が新型コロナウイルスに感染し、彼女が濃厚接触者に認定され休演したもの。その週の月曜から木曜まで先述の今村が代理出演者となり、塚原は金曜日に当たる6月17日から復帰。
- 今村直美（6月13日 - 6月16日）

## 歴代スタッフ
■は2025年4月現在現職、▲は同時点で参加したジングルが使用されている者。
パーソナリティの塚原がほぼ「まこさん」と呼ばれ、コーナータイトルやブログ等でも『まこ』と名乗っていることもあり、芸名を持つ李呼、マイクネームを持つあおいおよび2代目プロデューサーのくーじー、番組常任ではないが縁が深いスタッフでマイクネームを持つDJ MASCOT、初代プロデューサーの高野と9代目アシスタント以外の歴代スタッフには基本的に愛称が付いており、かつてミキサーをつとめた「やまP」こと山下史等、降板から10年以上を経ても愛称が残っていることも多い。
また、2023年度には、10代目アシスタントの李呼と11代目アシスタントの坂本紘子は、塚原とともに音楽ユニット『ランチタイムシスターズ』を結成、一度だけではあったが、局のイベントでステージに立ったこともあった。

### アシスタントディレクター
基本的に「おまけ配信」に出演している。★は2025年3月までの『ラジてん』、☆は土曜の朝ワイド→午前ワイドを兼務、※はアシスタント在任中に出演者としても登場したことがある者。
- 初代 藤本紗代（さよちゃん/さよっぺ）（[33] - 2012年3月）
  - 学生だった2008年から『塚原まきこの「音楽図鑑」』のアシスタントディレクターをつとめており、そのままスライドとなった。
『奥田圭のさんさんラジオ』火・水曜アシスタントを経て「くまモン隊」隊員に転身。
- ▲2代目 本田由佳（のちの山岡由佳）（ゆかちん）（2012年3月 - 2014年3月）
  - 愛称の「ゆかちん」は在任当時当時AKB48のメンバーだった板野友美に似ていたことに因む。福岡市を拠点に活動するアイドルグループ「QunQun」への加入の為2013年度限りで卒業。その後QunQunの一員としてゲスト出演し数回凱旋した。QunQun卒業後も福岡を拠点に活動している。
- 3代目 緒方志帆（しほちゃん/しほりん/志帆殿）（2014年3月 - 2016年3月31日）
  - 番組アシスタント初の1990年代生まれ（1990年生まれ）であった。
降板後教員に転身し、「おまけ配信」にて登場したことがある。
- 4代目 中野翔悟（翔くん）（2016年3月 - 2018年7月?）
  - 番組初で歴代唯一の男性アシスタントだが、2016年中盤からRKKの局内事情から様々な番組と兼務することになり、事実上福ミミ専任ではなくなる。
最終的に午前ワイドへ異動。
- ☆5代目 あおい[30]（2016年7月 - 2017年6月《産休》・2017年9月 - 2019年5月）　
  - 基本的に水曜日から金曜日迄を担当。
アシスタントとしては歴代初のタレント経験者且つ初の既婚者で、従前から担当していた土曜朝ワイド『桂木まやのシャバダバサタデー』と兼任。
降板（卒業）と同時にタレント活動も一旦終了した。
- 6代目 川口直美（直美さん）（2018年8月 - 2020年11月）
  - 中野の後任で、基本的に月・火曜日を担当。
歴代最高齢のアシスタントで、塚原とは学生時代から親交がある。
また、彼女の夫・BAJAも当時RKKラジオでテクニカルスタッフを務めていた[34]（後述）。
- ☆7代目 石橋尚子（ばしこ）（2019年5月 - 2022年3月）
  - あおいの後任で、基本的に水・木・金曜日を担当。土曜朝ワイドだけでなく、同曜日の『午後2時5分一寸一服』も兼務していた。
愛称は学生時代からのものだという。元くまモン隊隊員で、在任中にアシスタントの傍ら自身のレギュラー番組も持つこととなり、またRKKのスタッフとして当時のミミーキャスター川上涼佳[35]と共に全国ネットのテレビ番組への出演も果たしている[36]。
『ラジてん』に配転となり卒業。
- ※8代目 平野裕子（ゆうこちゃん/ゆうこ姫/キャハ様/キャハ姫）（2020年11月 - 2022年10月）
  - 川口の後任で、当初は月・火曜日を担当したが、2022年度は月・火・金曜日の担当となる。
当時はタレントで、ミミーキャスターOG（29期生）でもある為、担当以外の曜日の『福ミミー』コーナーのリポーターとして登場することもあった[37]。
タレント活動終了と同時に卒業。
- ★9代目（2022年4月 - 2023年3月）
  - 石橋の後任で、基本的に水・木曜日を担当したが、本人の意向で配信への登場が一切無かったことやその他の事情[38]から、存在自体が実質封印扱いになっている。
- ■▲※10代目 李呼[29]（りこ/シエロちゃん[39]）（2022年10月 - ）
  - 平野の後任[40]で、当初は平野同様に月・火・金曜日を担当したが、局内の諸事情（後述）から2023年12月から全曜日の担当となり、その後2025年3月31日改編からは月・火・木曜日の担当となる。
2023年4月からは火曜日にコーナー『李呼のLove sparkling』を持つこととなった（先述）。
本業はシンガーソングライターであり、歴代アシスタントの中ではもっとも露出が多いとも言える。本業の関係で稀に休演することがあり[41]その際は原則、後述の坂本紘子が代行する。
- ■☆★※11代目 坂本紘子（ひろこ氏/坂本先生）（2023年4月 - 12月・2025年4月 - ）
  - 9代目（及び土曜朝ワイドと土曜の『午後2時5分一寸一服』の石橋）の後任で、2023年4月当初は水・木曜日、2025年4月の復帰後は水曜のみを担当。
「ひろこ氏」は彼女のオタク趣味から採られた愛称であり、かつて別番組では「令和の怪物」「さかもっちゃん」の愛称も持っていた。
久々の新卒アシスタントで2001年1月22日生まれであり、番組スタッフ初の2000年代及び21世紀生まれ。特技はものまねで、好んでいるナガノの漫画「ちいかわ」[41]のキャラクター「ハチワレ」のものまねを十八番としている。
タレントではなく局契約アシスタント[42]にも拘らず、先述の『ランチタイムシスターズ』での活動など、李呼ともども歴代アシスタントの中で最も活躍したと言っても過言ではない程の大活躍を見せたが、RKKの局内事情による配置替え[43]で『ラジてん』に異動となった。
降板後も李呼の代理を担当したり[41]、「おまけ配信」に登場することもあったが、2025年3月いっぱいでの『ラジてん』帯形態解消に伴い、上述通り水曜日のみながら約1年4ヶ月ぶり[44]にレギュラー担当することとなる。

### ミキサー
- ■初代 江口“ガーフィールド”睦美（Ga〜ちゃん）（番組開始当初[33] - ）
  - 前身番組『塚原まきこの「音楽図鑑」』のアシスタントディレクターをつとめた。水曜日を除く全曜日のミキサーを担当している。
- 初代 山下史（やました ふひと）（やまP）（番組開始当初 - 2012年3月）
  - RKKラジオのテクニカル・ディレクター（当時）で、主に水曜日のミキサーを担当していた。局内の配置換えで降板するが、前述の様に番組初期を代表する様々なエピソードを残している。
2017年に映像制作会社を立ち上げ、2024年現在も社長を務める[45]。
- ■2代目 立花研二（ケンジくん/けんちゃん）（2012年4月 - ）
  - 山下の後任。水曜日を中心に担当している。

### プロデューサー
- 初代 高野泰宏（番組開始 - 2025年3月31日）
  - 組織改革による昇任で降板[46]。
- ■2代目 くーじー[31]（くじさん/くっじー/Coozy）（2025年4月1日 - ）
  - 担当開始の翌日、2025年4月2日放送の「おまけ配信」中のスタジオに突然現れ、塚原と坂本に勧められるがままトークに参加した上で[1]、リスナーに向けての挨拶も行った。その後も不定期に配信に登場している。また、熊本放送の社員としては、メディア総局専門部長（音声コンテンツ担当）の肩書を持つ。
2002年に事実上塚原を東京から呼び戻した人物ともいえ、デジタルメディア部長時代などラジオを離れていた時期にも塚原が担当する『Radioマンガ研究室』の多角化に携わり、また旧ラジオ編成制作部時代には『塚原まきこの「音楽図鑑」』の事実上の前身番組で、2001年から塚原が出演していた『Club Sunday Street』の初代ディレクター（1999年 - 2003年）を務めており、同番組発の音楽ユニット「hmc」の「c」としても知られる。

### その他
- DJ MASCOT（マスコットさん/増子さん[32]）（2010年 - ）
  - RKKラジオのテクニカル・ディレクター（フリーランス）。クラブDJかつ作曲家・ベーシストとしての顔も持ち、羽田一郎や久保田利伸、高村亜留等と共にファンクバンド『ホッテントット』のメンバーだったこともある[47]。
『Club Sunday Street』[48]の内包番組のディレクター（2001年 - 2005年）および、くーじーの後任の2代目ディレクター（2003年 - 2005年）かつ、『塚原まきこの「音楽図鑑」』のディレクターで､塚原と縁が深いが当番組とは無関係[49]であるにも関わらず、長年に亘り「おまけ配信」に出演しており、2015年以降は水曜夜に放送される自身のレギュラー番組『Mash up! Radio』のPRを兼ねて水曜日に出演することが多かった。「おまけ配信」に出演しないアシスタントディレクターがいた2022年度は毎日のように出演していたが、2023年以降ほぼ出演していない[50]。
また、スタッフ休暇時の代理を務めることがあり、2025年7月2日[51]等はミキサー、果ては2022年12月21日に9代目アシスタントディレクターが休演した際、塚原が出演する予定の番組収録の準備中にも拘らずリリーフとして急遽アシスタントディレクターを代行したこともある[52]。
- ▲BAJA（川口くん/バハ）（2010年代 - 2023年3月）
  - RKKラジオのテクニカルスタッフ（当時）。ミュージシャン・ベーシストとしての顔も持つ。
6代目アシスタントディレクター川口直美（先述）の夫であり、塚原からは本名の苗字に由来する「川口くん」と呼称されることが多かった。当番組とは基本的には無関係だが[53]、塚原のレギュラー番組『空よ!』のミキサー、また『Radioマンガ研究室』のテーマ曲やBGMを担当していたこと、また夫婦共に若い頃から塚原と縁が深いこともあって、当番組でもジングルの作成に関わっていた。また2019年12月[34]、ミキサーの江口が休暇を取った際に代理でミキサーを担当したが、偶々妻の直美がアシスタント・ディレクターとして勤務している月曜日であった[54]為、図らずして夫婦共演となったことがある。

## テーマ曲およびBGM
- オープニングおよびエンディング

paris match「太陽の接吻」
（シングル収録のインストルメンタル版）
- クイズ・誰かのリクエスト

YMO「ONGAKU／音楽」
（「浮気なぼくら (インストゥルメンタル)」収録のインストゥルメンタルバージョン）
- やっぱりウエスト すいすいの水曜リクエスト!

李呼「Woo〜どんなに」
（2023年6月 - ）
- ゴゴイチウェザー

BAJA「ウェザーリポート」
（番組専用のオリジナル曲）

## 番組内で使われる用語

### 2025年現在でも頻出するもの
- 写真部

番組宛のメール等に、きれいな写真を添付する人が増えてきたことから、写真部として番組Blog内にアルバムを設けて公開し始めたもの。2024年現在では10年以上に亘る膨大なアーカイブとなっている。
- アーカイ部

リアルタイムで番組に参加できない人が、番組アーカイブを見ながら、Ustreamのソーシャルストリームに書き込みする活動のこと。2025年現在は主にXへポストする形で行われている。
- マンハッタン

リョーユーパンが製造販売するドーナツ形の菓子パン。塚原の好物として番組内で紹介された。
- 家紋T・ヤモT・33T・RadT

いずれも番組公式グッズとしてフェリーチェ山手が手掛けたTシャツ。「家紋」はパーカーも存在する。毎年「Tシャツミッション」が行われていたが、2019年限りで終了。但し、その後もイベント物販用等として度々Tシャツが制作されている。
- けん玉部

けん玉に熱中するあまり、2022年現在グローバルけん玉ネットワークのけん玉先生及び日本けん玉協会普及員としても活動する塚原に影響され、けん玉競技に挑戦するなどけん玉で楽しむリスナーの集まり。Tシャツも作られ、部員にはスタッフである李呼や坂本紘子、元スタッフの平野裕子、塚原と番組で共演歴のある文化放送アナウンサーの坂口愛美も含まれる。
- 丸窓

かつての「ヤモる」と同義のワードで、熊本放送第1スタジオ屋外の丸窓に見学者が来ることを指す。

### 2025年現在あまり用いられないもの
- ヤモる

熊本放送第1スタジオの窓に、見学者がヤモリのように張り付くこと。2019年4月1日より非公開の第2スタジオからの放送に移行、更に2020年代に入ってスタジオ改修に伴い、警備上の理由からスタジオ見学が出来なくなった為、第1スタジオに回帰した2025年現在も見られない光景である。
- ミミにゃん

2012年春、番組と「月刊タウン情報クマモト」及び「玉名温泉つかさの湯」とのコラボレーションで誕生した、猫の顔を模したパフェ。耳にはイチゴを使用。2022年11月末をもって「つかさの湯」がスポンサーを降板した後の2023年も春先に同施設にて期間限定で提供されていたが、同年の施設改修と担当者の退職に伴い、2024年以降提供がなくなった。
- まうごつ部

Ustreamおまけ配信で行われていた部活動。番組プレゼントを得るためのミッション等が行われており、まうごつ部専用のTwitterアカウントも存在した。尚、これに関連し、地元出身の書家武田双雲が「まうごつ」と揮毫した前述同様のTシャツ「まうごつT」も作られている。
- 日本縦断まうごつよかとこ部

毎週どこかの都道府県を1箇所紹介する。火曜日のおまけ配信で行われていた。
- ダイエット部

番組開始当初から2012年春の改編迄一部曜日でミキサーをつとめた「やまP」こと山下史（やました ふひと）がダイエットに挑戦し、おまけ配信で体重を計測していた。この部活には何人かのリスナーも自主参加していた。彼が配置換えで「卒業」し、のちに映像制作会社を立ち上げた後の動向は不明だが、企画が存在したことに関しては2023年現在も稀に言及されることがある。
- ドナちゃん

Ustream配信用のパソコン（MacBook）のこと。配信初期の頃に良く不具合を起こし、代替機と交換された（ドナドナされた）ことが名前の由来。
- キュポ

タコのぬいぐるみ。天草市牛深町へ、お出かけUstream配信へ行った際に購入。名前の由来は、第二回福岡ツイッターサミットで行われたちんさや_リターンズの公開録音時に発した「キュポッ」という声から。
- ガウにゃん

Ustreamおまけ配信やSNS等において、2012年春の改編から番組アシスタントディレクターをつとめた「ゆかちん」、のちの山岡由佳が度々披露していたポーズ。両手をネコ科の動物が爪を立て獲物を狙う様に前に突きだす。後述するが、彼女が2013年度限りで「卒業」後加入したアイドルグループ「QunQun」の一員としてゲスト出演する際にもこのポーズを披露しブログの写真に納まることがあった。　
- スイーツルーム

2019年から、水曜の「おまけ配信」で番組アシスタントディレクターの「ばしこ」こと石橋尚子が不定期に行っていた企画。あるとき缶詰のイナゴの甘露煮を紹介し食べたことがあり、石橋はRKK社内の耳目を集めたという。2022年3月の彼女の配置換えと共に終了。
- キャハ

2020年11月から2022年10月迄アシスタントディレクターをつとめたタレント、平野裕子の陽気な性格及び表情を表す言葉。故に彼女はキャハ様やキャハ姫と呼称されることがあった。　

## インターネットによる配信
RKKのホームページではブログ形式で、2009年にTwitterとFacebook、2015年末にはInstagramを導入して番組内の出来事や情報を伝えている。過去にはポッドキャスティングでシネマ情報を配信していた。
スタジオ内の映像と音声のインターネット生放送が行われている。
インターネット放送では音楽やCMが権利の関係で放送できないため無音になるが、自主制作や版権問題をクリアした楽曲が流れることもある。
ラジオ放送の中断時、本放送終了後からしばらくの間インターネット配信で「おまけ放送」が行われており、その模様はアーカイブとして番組Ustreamページで見ることができた（2018年7月31日配信分まで）。2017年3月までは「おまけ放送」のみだったが、2017年4月以降は13時台後半部分もUstreamのアーカイブで視聴可能になった。
2011年7月1日の夕方、Ustream放送一周年記念の特別配信がUstreamで行われた。1年間の配信を振り返り、アーカイブ再生数ランキング等が行われた。
2019年2月以降はYouTube（アカウント：fukumimiradio33fan）で配信を行っており、本放送・おまけ共全編アーカイブ可能とされている。